# Simén Domokos (unitárius teológus)
Simén Domokos (Tarcsafalva, 1836. július 30. – Kiskadács, 1878. szeptember 9.) unitárius teológus, teológiai tanár, szerkesztő.

## Életútja
Tarcsafalván született. Apja János, tanító, majd tarcsafalvi unitárius lelkész, anyja a kiskadácsi Istvánfi Lídia, aki 101 éves korában halt meg.
Iskoláit Tarcsafalván, Székelykeresztúron és Kolozsváron végezte. Érettségi után a Teológiai Szemináriumba iratkozott be, és mint köztanító görögöt, számtant és mértant tanított. Szabad idejében angol nyelvet tanult. 12 évesen részt vett az 1848-as forradalomban. 1860-tól Londonban tanult. Hazatérése után 1862-től a székelykereszthuri iskola tanára lett. 1863-ban az iskola igazgatói tisztét is betöltötte. 1866-ban saját kérésére a kolozsvári kollégiumban a filozófiát és az unitárius teológián a bibliai tárgyakat tanította.
1873-ban Simén Domokos részt vett az amerikai, angol és magyar unitáriusok budapesti találkozóján. Tagja volt a vendégeket fogadó bizottságnak. A hajóállomáson üdvözlő beszédet, a gyűlésen imát és az ebédnél pohárköszöntőt mondott.. Részt vett a Keresztény Magvető szerkesztésében, 1874-től haláláig a főszerkesztője volt
Simén Domokos nem volt erős szervezetű ember. Gyomor- és tüdőbetegségben szenvedett. Ez utóbbi végzett vele, amikor hazament meglátogatni édesanyját Kiskadácsban 1878. szeptember 9-én.

## Munkássága
- „A szentháromság eredetének és fejlődésének története”[5]
- Passionale (kézirat)[6]
- További munkáit a Szinnyei József: Magyar írók élete és munkái foglalja össze[7]

Simén Domokos a modern teológiai irányzatnak volt képviselője. Megítélése szerint az unitarizmus nem merülhet ki bizonyos tanok elfogadásában, hanem utat kell hogy szabjon az egy Isten után vágyódó lelkeknek. A teológiát egyenrangúnak tekintette a többi tudománnyal. Teológiai állásfoglalását munkái tükrözték. Sok írása jelent meg a Keresztény Magvetőben, az Egyházi Reformban és a Kolozsvári Közlönyben. Nagy Lajossal kiadta a Nagyváradi disputatio-t. Fordított Channingtól és Tallin Henriktől.
Simén Domokos egyike volt az önállóságra törekvő, az unitarizmust tisztán kifejező teológusoknak. Rokonszenves megjelenésű, haladó álláspontú és gondolkozású ember volt. Neve új fejezetet nyitott az unitárius teológiában. Álláspontja a jövő fejlődését jelölte ki. Véleménye szerint: „A vallás és tudomány  nem csak hogy egyek, de egy helyen is laknak az emberi lélekben”.